# Amphibolia vidua
Amphibolia vidua là một loài ruồi trong họ Tachinidae.